# Provinciale weg 661
De provinciale weg 661 (N661) is een provinciale weg in de Nederlandse provincie Zeeland. De weg loopt op Walcheren en vormt een verbinding tussen het centrum van Middelburg en de N288 ter hoogte van Vlissingen. De weg loopt over vrijwel de gehele lengte parallel aan het Kanaal door Walcheren.
De weg is over de gehele lengte uitgevoerd als tweestrooks-gebiedsontsluitingsweg met buiten de bebouwde kom een maximumsnelheid van 80 km/h. In de gemeente Middelburg heet de weg Poelendaelesingel en Nieuwe Vlissingseweg. In de gemeente Vlissingen heet de weg eveneens Nieuwe Vlissingseweg
N62 · N69 · N251 · N252 · N253 · N254 · N255 · N256/A256 · N257 · N258 · N260 · N261 · N262 · N263 · N264 · N266 · N267 · N268 · N269 · N270/A270 · N271 · N272 · N273 · N274 · N275 · N276 · N277 · N278 · N279 · N280 · N281 · N282 · N283 · N284 · N285 · N286 · N287 · N288 · N289 · N290 · N291 · N292 · N293 · N294 · N295 · N296 · N296n · N297 · N298 · N300 · N321 · N322 · N324 · N329 · N389 · N394 · N395 · N396 · N397

N556 · N562 · N564 · N570 · N572 · N590 · N595 · N598 · N601 · N602 · N605 · N607 · N612 · N613 · N615 · N616 · N617 · N618 · N620 · N622 · N625 · N629 · N631 · N632 · N637 · N638 · N639 · N640 · N641 · N651 · N652 · N653 · N654 · N655 · N656 · N658 · N659 · N660 · N661 · N662 · N663 · N664 · N665 · N666 · N667 · N668 · N669 · N670 · N671 · N673 · N674 · N675 · N676 · N682 · N683 · N686 · N689 · N690 · N831 · N843

Voormalige provinciale wegen: N299 · N551 · N552 · N553 · N554 · N555 · N560 · N561 · N563 · N565 · N566 · N567 · N568 · N571 · N574 · N580 · N581 · N582 · N583 · N584 · N585 · N586 · N587 · N588 · N589 · N591 · N592 · N593 · N594 · N596 · N597 · N603 · N604 · N606 · N608 · N610 · N611 · N614 · N619 · N621 · N623 · N624 · N626 · N628 · N630 · N634 · N642 · N657